# Trigonisca intermedia
Trigonisca intermedia är en biart som beskrevs av Jesus Santiago Moure 1989. Trigonisca intermedia ingår i släktet Trigonisca och familjen långtungebin. Inga underarter finns listade i Catalogue of Life.